# Valkenisse (Zuid-Beveland)
Valkenisse is een voormalige heerlijkheid, gemeente en verdronken dorp in de gemeente Reimerswaal, in de Nederlandse provincie Zeeland. Het dorp spoelde in 1682 in zee. Het overgebleven gebied was van 1811 een gemeente. Op 1 januari 1816 werd deze gemeente toegevoegd aan de Gemeente Waarde, die op haar beurt vanaf 1 januari 1970 opging in de Gemeente Reimerswaal. Samen met de gemeenten Rilland-Bath, Krabbendijke, Kruiningen en Yerseke ging het toen deel uitmaken van de nieuwgevormde gemeente Reimerswaal.

## Geschiedenis

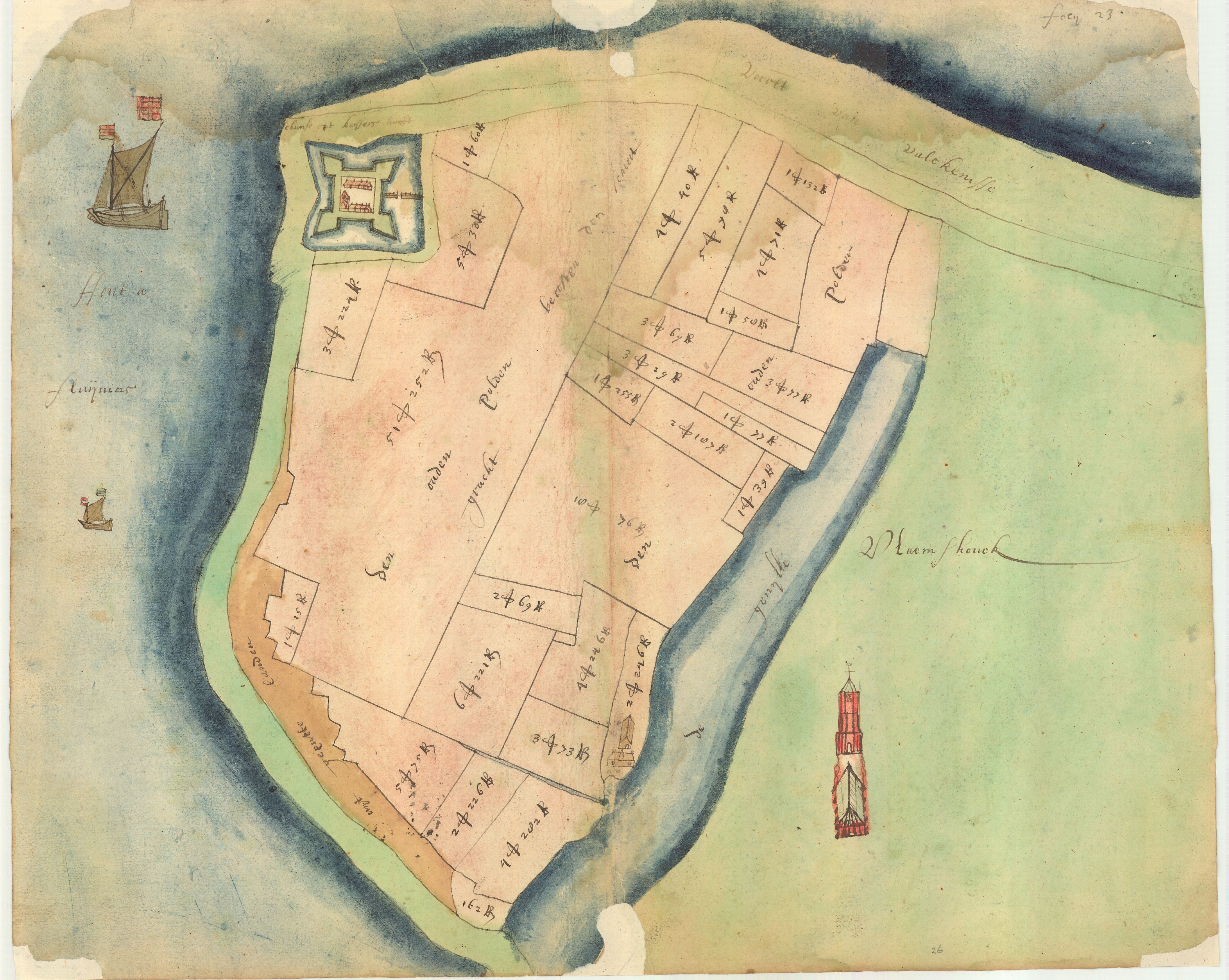
Fort Keizershoofd en gebied van Valkenisse

Het historische ringdorp Valkenisse lag op een (tegenwoordig in de golven van de Westerschelde verdwenen) gedeelte van Zuid-Beveland, nabij het dorp Waarde.
Volgens historische bronnen is het dorp gesticht in 1233 door een adellijke Vlaamse familie die ook het plaatselijke kasteel liet bouwen. Het zou gaan om de ridder Falko en zijn zoon Witto. Het dorp zou ook zijn naam ook aan de ridder ontlenen, namelijk 'nes van Falko' (nes=landtong). De kerk van Valkenisse werd in 1233 gewijd en behoorde tot het kapittel van Oudmunster te Utrecht.
Het dorp had vanaf het begin te maken met veel overstromingen. De eerste overstroming dateert van het jaar 1431. Bij de Sint Felixvloed in 1530 werden grote delen van het grondgebied door het water verzwolgen. Door de Allerheiligenvloed in 1570 kwam Valkenisse aan de uiterste oostrand van Zuid-Beveland te liggen. Een nieuwe dijk werd opgeworpen, maar de stormvloed van 1682 was toch fataal. Het dorp en het kort daarvoor aangelegde fort Keizershoofd verdwenen in de golven.
Een klein deel van het dorp bleef gespaard door buiten te dijken. In 1848 werd het resterende deel van de heerlijkheid verdeeld in Oud-Valkenisse en Nieuw-Valkenisse. Oud-Valkenisse is het gebied dat bij de stormvloed van 1682 gespaard bleef, Nieuw-Valkenisse het deel dat op de zee herwonnen werd. Rond 1846 bleek dat de bevolking uit tachtig inwoners bestond en zij vonden hun bestaan voornamelijk in de landbouw. Voor onderwijs waren kinderen  op de school in Krabbendijke aangewezen.
Pas na de aanleg van de Deltawerken, toen de stroming en de getijdenwerking in het gebied veranderden, gaf het water zijn geheimen weer prijs. In de jaren 90 kwamen de restanten van het dorp en het kasteel boven water en werden archeologisch onderzocht.
Het verdronken dorp is sinds 2001 tot historisch monument verklaard. Sinds 1999 geldt een verbod op metaaldetectors als maatregel tegen schatgravers. In 2003 werden een tweetal kribben/strekdammen aangelegd als middel voor fysieke bescherming van het gebied.